# Gymnelopsis brevifenestrata
Gymnelopsis brevifenestrata és una espècie de peix de la família dels zoàrcids i de l'ordre dels perciformes.

## Morfologia
- Els mascles poden assolir 8,9 cm de longitud total.[3][4]

## Hàbitat
És un peix marí i d'aigües profundes que viu entre 70-783 m de fondària.

## Distribució geogràfica
Es troba al Japó i el Mar d'Okhotsk.

## Observacions
És inofensiu per als humans.